# Elita
Elita (z francouzského élite = výkvět, elita) je společenskovědní termín, označující kategorie osob, které v určitém systému či subsystému zaujímají vedoucí nebo jinou významnou úlohu, a to díky svým individuálním vlastnostem (osobnosti), profesionálním kvalitám či sociálnímu postavení.
Původně bylo tohoto termínu užíváno v souvislosti s předměty a výrobky vysoké kvality, až na přelomu 18. a 19. století jím začaly být označovány vysoce postavené společenské skupiny.

## Elitismus
Jako elitismus je označován přístup k politice a historii, který tvrdí, že společnosti jsou vždy ovládány menšinou (elitou), která činí hlavní rozhodování ve společnosti a soustřeďuje moc ve svých rukou. Termínu „elitistický“ je někdy užíváno s pejorativním nádechem k označení názorů propagujících výhody menšiny na úkor většiny.

## Teorie elit
Teorie elit vycházejí z faktu, že lidé jsou si biologicky a psychologicky nerovni. Tato přirozená nerovnost je základem nerovnosti společenské, která je také přirozená a věčná. Důsledkem je hierarchické rozvrstvení každé společnosti.
Hlavním činitelem hierarchické stratifikace je fenomén moci. Ta společnost dělí na dvě základní části:
1. vládnoucí třídu, tj. elitu
2. ovládanou třídu, tj. masu.

Dle teorií elit je rozdělení společnosti na elitu a non-elitu historickým zákonem každé společnosti.
Většina teoretiků elit tvrdí, že elita si uchovává své dominantní postavení prostřednictvím kombinace nátlaku a manipulace.
Relativně malý počet příslušníků elity umožňuje jejím členům jednat společně, vědomě a soudržně. Procesy komunikace v elitě jsou snazší a její členové mohou být rychle zmobilizováni k formulaci politické linie a převzetí iniciativy.
Elita má výhodu ve své organizaci. To je v přímém kontrastu s „masou“ obyvatelstva, která se většinou považuje za atomizovanou a neschopnou rychlé spontánní akce, není-li vedena nějakou elitou či „kontra-elitou“.
Elita většinou udržuje své pozice k uchování dominance. Rozhoduje o dosazování na vedoucí místa a může se pokusit zvýhodnit vlastní rodiny, příbuzné či přátele. Elitisté také často zdůrazňují význam ideologie v ospravedlnění elity a její držby moci, i když se stává, že elita v zájmu svého udržení použije nátlaku.
Elity vládnou velkou mocí, přesto nejsou vždy schopny si své postavení udržet. Pro teoretiky elit jsou dějiny záznamem střídání elit. Pád elity se obvykle vysvětluje selháním politické obratnosti či politické vůle. Běžným vysvětlením je, že elita může být čím dál uzavřenější a nemusí se jí zdařit otevřít se novým ideám a asimilovat nové členy. Hodnoty a priority elity tak narážejí na hodnoty a priority společnosti jako celku, což vyvolává vznik kontra-elity, která je schopna mobilizovat masu a najít v ní oporu pro nahrazení zavedené elity novou vládnoucí skupinou.
Nejvýznamnějšími klasickými představiteli teorie elit jsou C. H. Saint-Simon, F. Nietzsche, K. Marx, G. Mosca, V. Pareto, R. Michels.

### Teorie vládnoucí třídy G. Moscy
Italský politický sociolog Gaetano Mosca mluví o vládnoucí třídě, což je elita moci a vlivu.
Dle Moscy se ve všech společnostech se objevují dvě třídy:
- vládnoucí
- a ovládaná.

Vládnoucí třída si monopolizuje moc a těší se jejím výhodám, přičemž k udržení nadvlády používá metod legálních i svévolných.
Dominantní postavení vládnoucí politické třídy chápal Mosca jako zákon (stejně jako Robert Michels), pro nějž lze nalézt důkazy ve všech obdobích historie a všech částech světa. Každá vládnoucí skupina má jisté schopnosti či vlastnosti, jež jsou v dané společnosti kladně hodnoceny nebo v ní působí značným vlivem. Ty využívá k rozšiřování své moci a zisku výhod.
Základem politické nadvlády může být vlastnictví výrobních prostředků, vojenská síla, kněžský stav nebo třeba byrokratická kvalifikace.

### Paretova teorie cirkulace elit
Vilfredo Pareto, další z představitelů italské politické sociologie, vypracoval asi nejsystematičtější teorii elit.
Pareto na rozdíl od Moscy používá přímo termínu elita, a to pro všechny oblasti lidské činnosti. Zvláštní zájem však stejně jako Mosca věnuje oblasti moci.
Podle Pareta existuje v každé společnosti přirozená hierarchizace ve tvaru kužele, jehož vrchol tvoří nepočetná skupina vůdců (elita) a základnou jsou početné masy vedených.
Elita obsahuje vládnoucí a nevládnoucí prvek. Vládnoucí elita si udržuje svou moc nátlakem a manipulovaným souhlasem. Dle Pareta je k vládě třeba dvou psychologických typů:
- lišky (třída I.), které se vyznačují pružností, prohnaností a schopností přesvědčit,
- lvi (třída II.), kteří jsou schopni a připraveni použít násilí k potlačení opozice.

Jen velmi vzácně se tyto vlastnosti nacházejí u elity společně. Proto dochází k tzv. cirkulaci elit.
Vládnoucí elita jednoho typu je v důsledku své neschopnosti vypořádat se s událostmi nahrazena elitou druhého typu. Lišky, které vynikají v získávání souhlasu politickým manévrováním, neumí použít násilí, je-li toho třeba. Budou svrženy kontra-elitou, jež má vlastnosti třídy II. a je schopna rozhodné akce. Pro lvy je příznačné užití nátlaku, a to organizovaným způsobem, jejich slabou stránkou je však sklon stát se příliš konzervativními a nakonec směšnými a vzdálenými populaci. Potřebují pomoc těch, kdo mají vlastnosti třídy I. – ti mezi ně postupně proniknou a elitu přetvoří.
Dle Pareta je model cirkulace elit univerzální pro celé dějiny.

### Teorie elit v americké sociologii
Teorii elit se věnovala také americká sociologie. Ta čerpala z empirických výzkumů z 20. a 30. letech 20. století a byla navíc stimulována dobovou ekonomickou situací.
Velká hospodářská krize a její důsledky vedly vládu USA k zasahování do hospodářských otázek i do dalších oblastí života společnosti. Mimořádný vliv elity na chod celé společnosti vyvolal zvýšený zájem o tuto tematiku.
Téma elity se objevuje např. u H. D. Lasswella, který k ní došel při zkoumání násilí, státu, ideologie, revoluce a propagandy. Všechny tyto fenomény jsou dle něj důsledkem činnosti malé kvalifikované skupiny lidí, kteří jsou schopni učit nejen jiné, ale také sebe.
Ch. W. Mills se věnoval kritice americké mocenské elity, kterou charakterizuje jako „velkou trojku“ tvořenou špičkami hospodářských korporací, politického vedení a armády. Všechny tři systémy se prolínají, kompaktnost vzniklého trojúhelníku moci chápe Mills jako ohrožení demokracie v USA.